# Roman de la Moselle
 (septembre 2017).

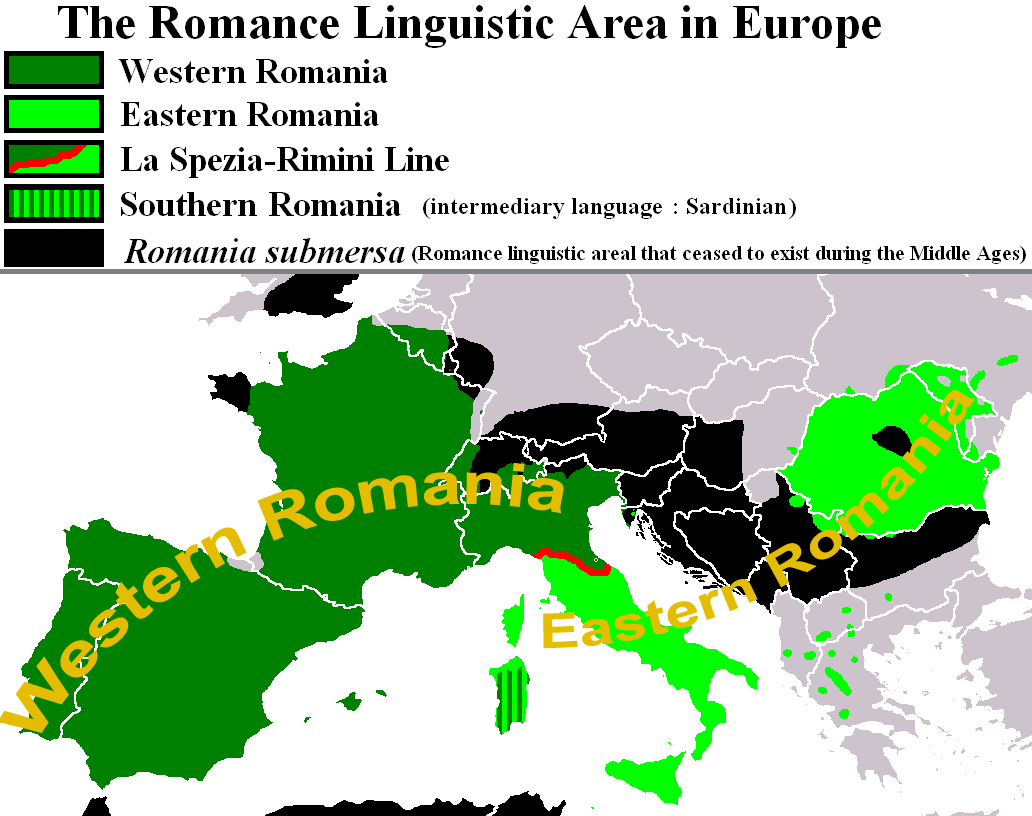
Le roman de la Moselle apparaît en noir, au sud-ouest de l'actuelle Allemagne. Le terme Romania subversa désigne les territoires où étaient parlés des langues romanes avant leur remplacement au Moyen Âge par des langues d'autres familles linguistiques.

Le roman de la Moselle est une langue gallo-romane disparue qui qui a évolué après la chute de l'Empire romain dans le bassin de la Moselle, au sud-ouest de l'actuelle Allemagne, dans l'actuelle Lorraine et autour du massif des Vosges. Les populations germaniques voisines l'appelaient welsch.
Malgré une influence germanique croissante, le roman mosellan a persisté dans des poches isolées jusqu'au XIe siècle.

## Contexte historique

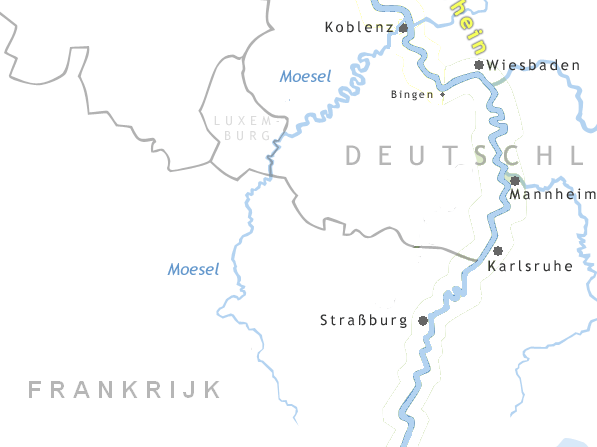
La vallée de la Moselle.

Après que César eut conquis la Gaule en 50 av. J.-C., une culture gallo-romaine se développa progressivement dans ce qui est aujourd'hui la France, le sud de la Belgique, le Luxembourg et la région entre Trèves et Coblence. 

## Émergence du roman mosellan
Les Angles et les Saxons, en route vers la Grande-Bretagne, depuis leurs terres ancestrales du nord de l'actuelle Allemagne et du Danemark, se sont déplacés vers l'ouest des Pays-Bas, ont traversé la Hollande, les Flandres et le Brabant, et refoulé les Francs locaux au sud-est le long des rivières Ourthe et Sûre vers la région de Metz et de la Haute-Moselle (de), enfonçant un « coin » de soixante kilomètres entre les Gallo-Romains de la région de Trèves et Coblence et ceux du reste de la Gaule.
À en juger par l'archéologie, les Francs nouvellement arrivés ont pratiqué l'élevage dans les régions de Bitburg, Gutland, la Moyenne et la Haute Sarre, et la vallée de la Moselle, avec une forte préférence pour ces deux dernières.
Selon le linguiste Alberto Varvaro (de), l'actuelle frontière linguistique entre populations de langue germanique et romane s'est stabilisée vers le XIIIe siècle ; auparavant il y avait encore une « zone résiduelle de locuteurs du néolatin dans les vallées de la Moselle autour de l'ancienne ville romaine d'Augusta Treverorum ».

## Déclin du roman mosellan
Les toponymes gallo-romains de la région suggèrent que la rive gauche de la Moselle a été germanisée dès le VIIIe siècle, tandis que la rive droite a continué de parler roman au moins jusqu'au XIe siècle. Les noms concernés sont Maring-Noviand, Osann-Monzel, Longuich, Riol, Hatzenport, Longkamp, Karden et Kröv ou Alf. Il s'agissait d'une région viticole, et un certain nombre de termes viticoles du roman de la Moselle ont survécu dans le dialecte allemand local.

## Exemple de texte
L'inscription latine tardive suivante du VIe siècle montre l'influence du roman mosellan :
- Hoc tetolo fecet Montana, conlux sua, Mauricio, qui visit con elo annus dodece ; et portavit annus qarranta ; trasit die VIII K(a)l(endas) Iunias.

"Cette pierre tombale, c'est pour Mauricius que son épouse Montana qui a vécu avec lui pendant douze ans l'a édifiée : il est mort le 25 Mai, à quarante ans."